# Air Buluh (Kuantan Mudik)
Air Buluh is een bestuurslaag in het regentschap Kuantan Singingi van de provincie Riau, Indonesië. Air Buluh telt 669 inwoners (volkstelling 2010).